# Kazanova (film)
Kazanova (engl. Casanova) romantična je komedija-drama iz 2005. zasnovana na životu Đakoma Kazanove sa Hitom Ledžerom u glavnoj ulozi.

## Opis filma
On je bio svjetski najozloglašeniji zavodnik. Megdandžija, majstor u prerušavanju i buntovnik — nijedna žena nije mogla da odoli njegovim čarima. Do sada.
Prvi put u životu legendarni Kazanova sreće ženu svog života, u venecijanskoj lepotici Frančeski, koja će učiniti nešto za šta je on smatrao da je nemoguće: odbiće ga. Uz pomoć niza lukavih prerušavanja i spletki on uspijeva da joj se približi. Međutim, igra najopasniju igru s kojom se ikada susreo — onu kojom rizikuje ne samo život i reputaciju već i jedinu priliku da doživi iskrenu ljubav.

## Uloge
| Glumac         | Uloga             |
| -------------- | ----------------- |
| Hit Ledžer     | Đakomo Kazanova   |
| Sijena Miler   | Frančeska Bruni   |
| Džeremi Ajrons | Puči              |
| Oliver Plat    | Patricio          |
| Natali Dormer  | Viktorija         |
| Lena Olin      | Andrea Bruni      |
| Omid Đalili    | Lupo              |
| Stiven Grajf   | Donato            |
| Ken Stot       | Dalfonso          |
| Helen Makrori  | Kazanovina majka  |
| Li Loson       | Tito              |
| Tim Makinerni  | Venecijanski dužd |
| Čarl Koks      | Đivani Bruni      |
| Loren Koan     | Sestra Beatriče   |

## Produkcija
Snimanje filma je počelo 9. jula 2004, a premijera u SAD bila je 3. septembra 2005. Za vizuelne efekte u filmu zaslužne su kuće Custom Film Effects i Illusion Arts. Kostime su isporučile četiri italijanske modne kuće: Tirelli Costumi, Nicolao Atelier, Costumi d'Arte i G.P. 11; obuću su kreirali L.C.P. di Pompei. Za garderobu se pobrinula Sastreria Cornejo iz Španije.
Najveći deo filma snimljen je u Veneciji, a neke scene su snimane i u Vičenci, najviše u Olimpijskom pozorištu i Renesansnom pozorištu.

## Spoljašnje veze
- Zvanični veb-sajt
- Zvanični DVD veb-sajt (jezik: engleski)
- Casanova na sajtu  (jezik: engleski)
- Casanova na sajtu  (jezik: engleski)